# La chiesa
La chiesa è un film del 1989, diretto da Michele Soavi, scritto e prodotto da Dario Argento.

## Trama
Medioevo: un gruppo di cavalieri teutonici scopre un villaggio di streghe. Lo bruciano, uccidono gli abitanti e dopo averli seppelliti in una fossa comune, fanno benedire il terreno, su cui viene costruita una cattedrale.
Secoli dopo, in Germania un bibliotecario, Ewald, viene assunto per catalogare i libri della chiesa, e trova un antico manoscritto che sembra rivelare segreti relativi alla cattedrale. Coadiuvato da una giovane restauratrice, Lisa, Ewald segue le indicazioni trovate sul manoscritto ed arriva sino a trovare una pesante croce posta sul pavimento nei sotterranei della cattedrale, che venne usata per sigillare la fossa delle streghe. Incautamente l'uomo rimuove il sigillo con la testa di caprone dai 7 occhi liberando i demoni della cattedrale e venendo immediatamente posseduto.
Il giorno dopo la chiesa è teatro di una visita scolastica ed un servizio fotografico di moda, oltre che di numerosi visitatori e di gente in preghiera. Ewald, ormai posseduto, graffia il sagrestano della cattedrale, infettandolo. A sua volta l'uomo infetta altri visitatori della chiesa, per poi correre nei sotterranei della cattedrale ed uccidersi con un martello pneumatico. Le vibrazioni del martello sulla croce attivano un meccanismo, che sigilla la chiesa e intrappolano all'interno tutti i suoi visitatori.
Il giovane prete, padre Gus, l'unico che sembra rendersi conto dell'orrore che si sta scatenando all'interno della cattedrale, dove i suoi visitatori si stanno uccidendo l'uno con l'altro, viene a conoscenza di un sistema di autodistruzione della cattedrale. L'anziano canonico suo superiore però fa a pezzi il documento che spiega come agire, in quanto, vedendo tutto il mondo corrotto, intende lasciare che il male si propaghi. Nella colluttazione che ne segue, il vecchio precipita dall'alto della cattedrale rimanendo infilzato. Intanto Lotte arriva alla cattedrale sentendo il suono della campana suonata da una anziana signora usando la testa del marito. Ewald, sotto le sembianze di un demone dalle fattezze di un caprone, si accoppia con Lisa, iniziando un rituale esoterico. Dopo aver messo in salvo la piccola Lotte, figlia del sacrestano e l'unica a non essere stata infettata, e dopo aver decifrato il documento ricostruito, padre Gus attiva il meccanismo di autodistruzione della cattedrale, che in pochissimo tempo crolla su stessa, sigillando tutto il male al suo interno.
Dopo giorni. Lotte torna sul luogo della tragedia per depositare dei fiori in memoria dei genitori. Improvvisamente la ragazza si trova di fronte al sigillo con la testa di caprone dai 7 occhi, che, grazie ad una misteriosa forza sorvrannaturale, viene scaraventato via, mostrando il pertugio da cui era già fuoriuscita la forza maligna. Mentre Lotte accenna un sorriso, la storia sembra ripetersi.

## Produzione
In origine La chiesa doveva essere il terzo episodio della serie di Dèmoni, diretto da Lamberto Bava nel 1985 (l'altro episodio, Dèmoni 2... L'incubo ritorna fu diretto sempre da Bava nel 1986). Tuttavia Bava aveva degli impegni con Fininvest: la proposta di realizzazione del film per la televisione Fantaghirò e per questo motivo, secondo lo sceneggiatore Dardano Sacchetti, seppure a malincuore, Bava dovette rinunciare a Demoni 3. Il posto di Bava fu preso da Michele Soavi, che avrebbe così cambiato il titolo e la scena iniziale. Sempre a giudicare da quanto dichiarato da Sacchetti (che tuttavia non ne è l'autore), la sequenza iniziale con i Cavalieri Teutonici che distruggono il villaggio delle streghe sarebbe ispirata a quella del film  Conan il barbaro.

## Location

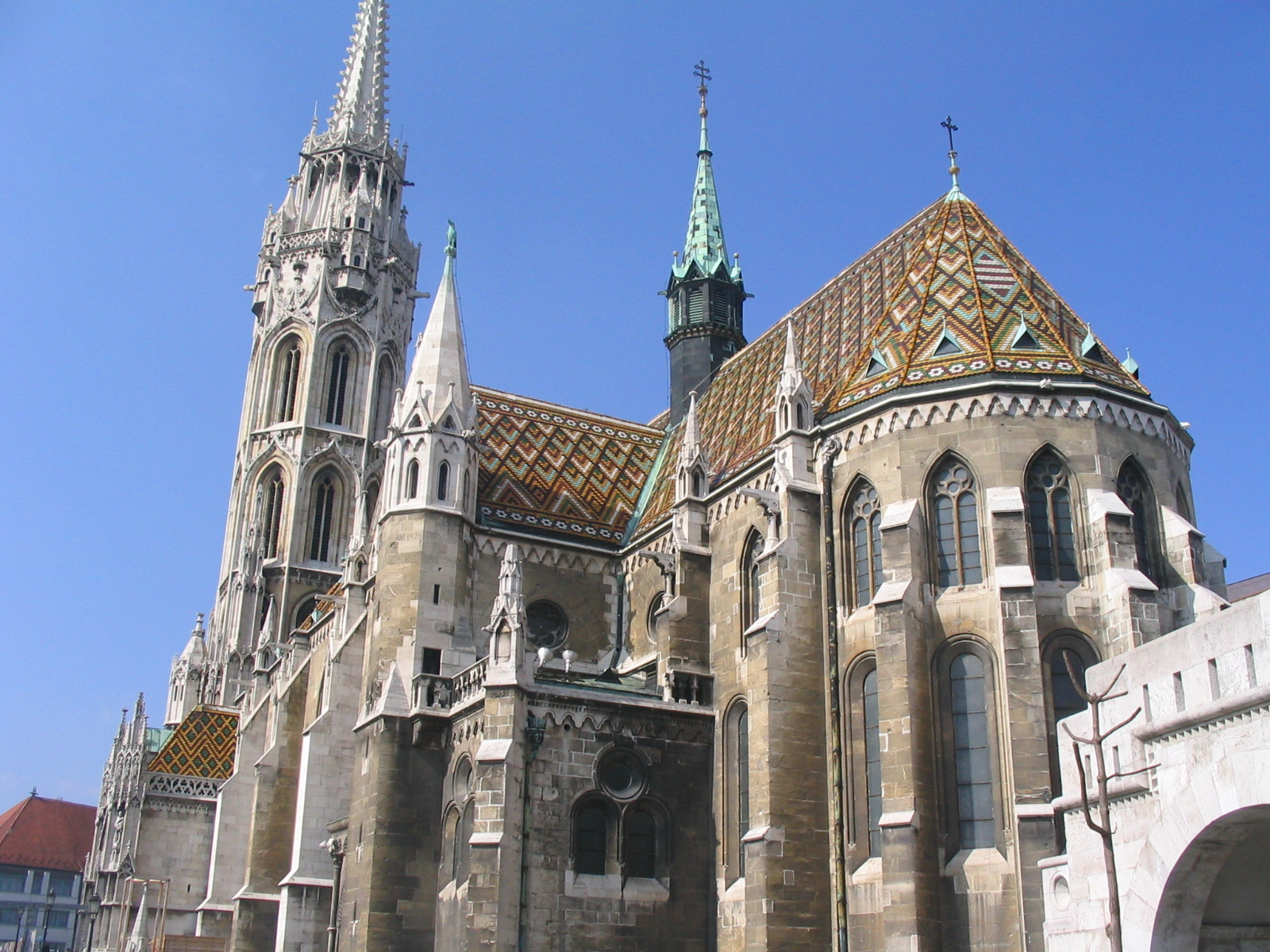
La chiesa di Mattia di Budapest, utilizzata per girare gli esterni di La chiesa

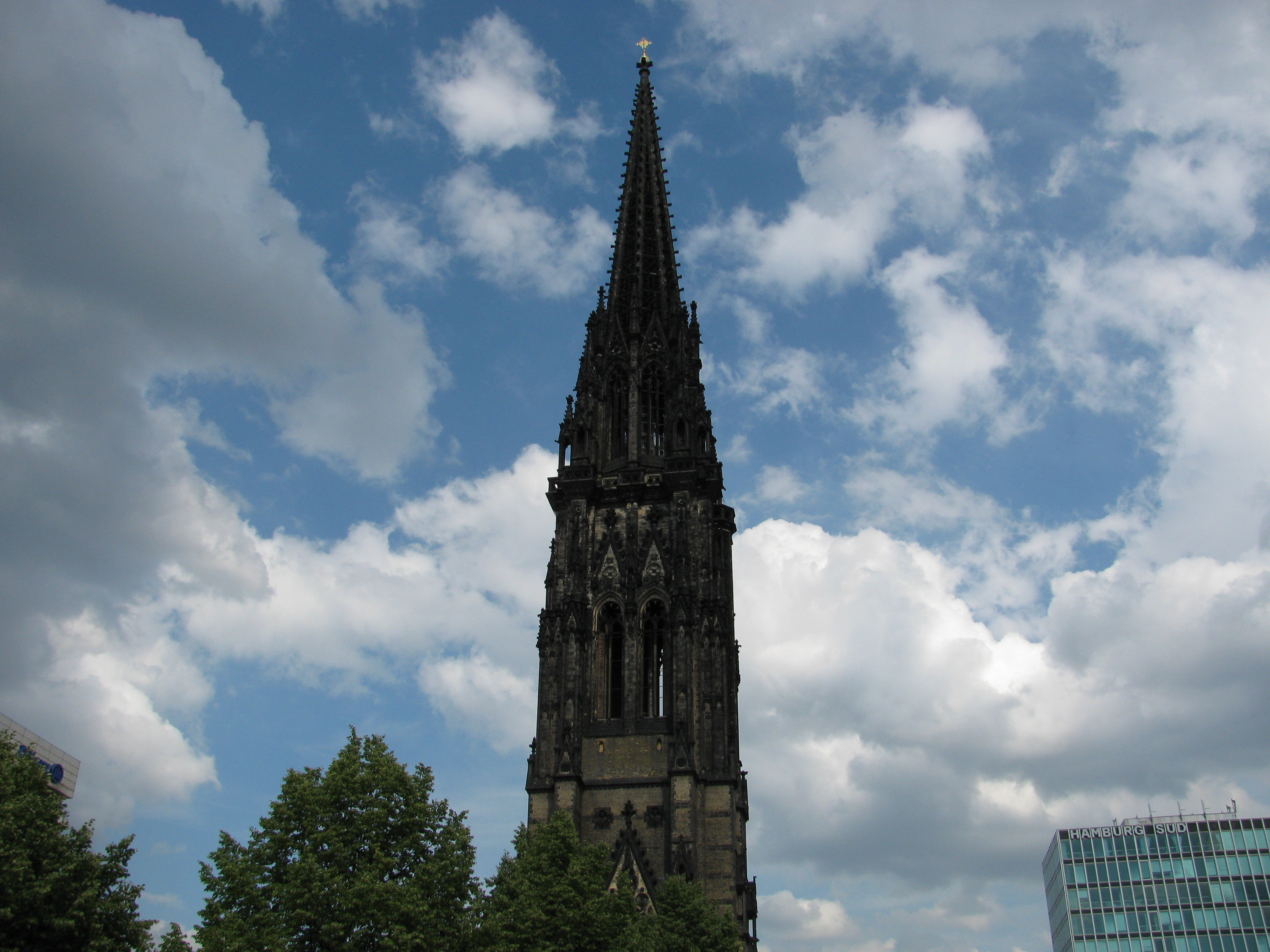
I resti della chiesa di San Nicola di Amburgo, set dell'ultima scena del film

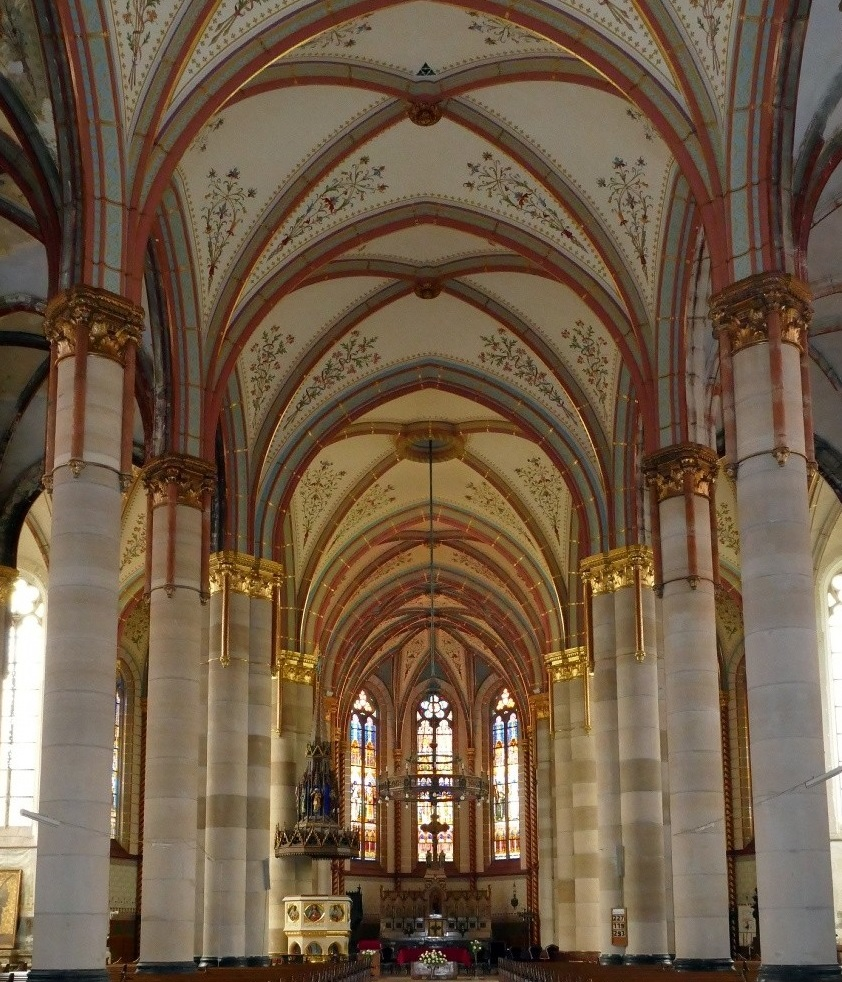
Interno della chiesa di Santa Elisabetta dove sono stati girati gli interni

La cattedrale gotica, teatro della storia del film è nella realtà (almeno per ciò che riguarda gli esterni) la chiesa di Mattia che si trova nella piazza Szentháromság a Budapest, anche se sono stati girati solo gli esterni.  In precedenza chiamata Chiesa della Madonna, la cattedrale risale ad un periodo compreso fra il 1255 ed il 1269. Gli interni sono stati girati nella chiesa di Santa Elisabetta a Budapest. Le rovine mostrate invece nell'ultima scena del film sono invece i resti della chiesa di San Nicola ad Amburgo, edificio ottocentesco dotato di uno dei campanili più alti del mondo. L'edificio fu distrutto dai bombardamenti della seconda guerra mondiale, da cui però si salvò l'altissimo campanile.

## Colonna sonora
La colonna sonora del film fu realizzata dal musicista britannico Keith Emerson, oltre ad includere brani di Philip Glass, dei Goblin e di Fabio Pignatelli.
Tracce
1. The Church (Main Theme) - Keith Emerson - 4:02
2. La chiesa - Goblin - 5:20
3. Prelude 24 - Johann Sebastian Bach (arr. Keith Emerson) - 2:21
4. Possessione - Goblin - 3:24
5. Floe - Philip Glass - 8:50
6. The Possession - Keith Emerson - 2:23
7. Lotte - Goblin - 3:20
8. Go to Hell - Zooming on the Zoo - 4:00
9. The Wire Blaze - Definitive Gaze - 3:35
10. The Church Revisited - Keith Emerson - 4:24
11. The Church (single Mix) - Keith Emerson - 4:06
12. La chiesa (suite) - Goblin
13. Suspense chiesa 1 - Goblin
14. Suspense chiesa 2 - Goblin

## Data di uscita
- Italia, La chiesa, 10 marzo 1989[4]
- Stati Uniti, The Church, 22 agosto 1990[4]

## Accoglienza

### Incassi
Il film ha incassato complessivamente 1.926.277.000 lire a livello nazionale, rendendolo il 36º più alto incasso dell'anno in Italia, nonostante il divieto imposto all'epoca dell'uscita nelle sale per i minori di 18 anni, in seguito ridotto ai minori di 14 anni.

### Critica
Nei confronti del film la critica ha avuto giudizi piuttosto altalenanti. Il sito FilmUp assegna al film un giudizio di 7,5 su 10. Il sito MyMovies dà al film un giudizio di 2,07 su 5, giudicando la sceneggiatura del film abbastanza confusa, ma lodando il punto di vista estetico del film, giudicando La chiesa "visivamente molto accurato e ricco di suggestioni". Viene inoltre lodata la semi-esordiente Asia Argento.